# Francisco Villa, Isla
Francisco Villa är en ort i Mexiko.   Den ligger i kommunen Isla och delstaten Veracruz, i den sydöstra delen av landet, 400 km öster om huvudstaden Mexico City. Francisco Villa ligger 34 meter över havet och antalet invånare är 119.
Terrängen runt Francisco Villa är platt. Runt Francisco Villa är det ganska glesbefolkat, med 24 invånare per kvadratkilometer. Närmaste större samhälle är Playa Vicente, 16,8 km sydväst om Francisco Villa. Omgivningarna runt Francisco Villa är en mosaik av jordbruksmark och naturlig växtlighet.